# Noordsche Compagnie

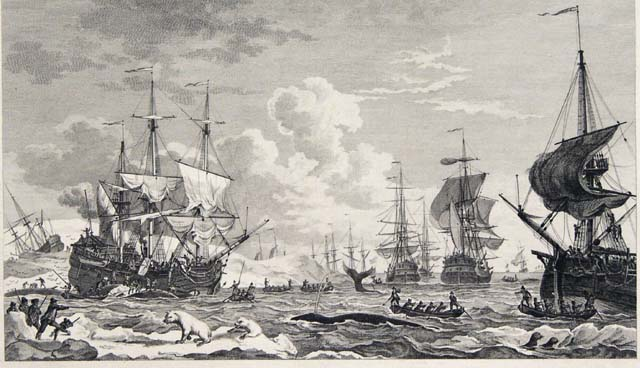
Caza de ballenas, por H. Kobell, Jr.

La Compañía del Norte (en neerlandés, Noordsche Compagnie) fue un cartel neerlandés involucrado en el negocio de la caza de ballenas, fundado por varias ciudades en los Países Bajos en 1614 y que operó hasta 1642. Poco después de su fundación, se vio involucrado en varios conflictos territoriales con Inglaterra, Dinamarca, Francia y otros grupos dentro de los Países Bajos.
También era conocida como la Compañía de Groenlandia (en neerlandés, Groenlandse Compagnie), pero el nombre es confuso hoy en día ya que Groenlandia se refería en ese entonces a Svalbard, la cual se consideraba era idéntica o estaba conectada a la isla de Groenlandia que anteriormente había sido descubierta y colonizada por los vikingos.

## Historia
En 1598 una ballena varó en Wijk aan Zee. El animal fue vendido por 126 florines y la quijada fue transportada a Dillenburg y entregada a Juan VI de Nassau como regalo.
En 1612 se hizo la primera mención sobre una expedición comercial a Novaya Zemlya luego de que se concluyó que la caza de ballenas en el cabo de Buena Esperanza en el sur del océano Atlántico tenía muy pocas perspectivas de ganancia. Willem Cornelisz van Muyden fue uno de los primeros capitales en zarpar hacia el norte. En 1613, fue el comandante del Neptunus y el Fortuyn, dos barcos que fueron enviados a Spitsbergen (actual Svalbard, en ese entonces considerada parte de Groenlandia) para cazar ballenas. A bordo de los barcos viajaban doce o trece vascos franceses. El resto de la tripulación de 48 hombres provenía de Holanda Septentrional.
El 27 de enero de 1614, la Noordsche Compagnie fue fundada por un periodo de dos años en Vlieland. Tymen J. Hinlopen and Jacques Nicquet estuvieron entre sus inversionistas iniciales. En 1617, sus privilegios fueron renovados por otros cuatro años y, en 1622, por otros doce.
La caza de ballenas se realizaba en los meses de verano. Los barcos y las tripulaciones salían de los puertos de las Provincias Unidas en mayo o junio. Luego de un viaje de tres semanas llegaban a las aguas costeras de Spitsbergen, Jan Mayen o la Isla del Oso. En agosto, septiembre u octubre los barcos regresaban a los Países Bajos. Poco después se establecieron estaciones balleneras en Jan Mayen y Spitsbergen, la más conocida de estas siendo la de Smeernburg. Estas estaciones ahorraban mucho espacio de carga en los barcos, y también ayudaban a aliviar el hedor. Por años la Compañía del Norte tuvo el monopolio del aceite de ballena. Por cada expedición, los participantes invertían capital. Cuando la expedición regresaba, las ganancias eran divididas de inmediato entre los inversionistas.

## Organización

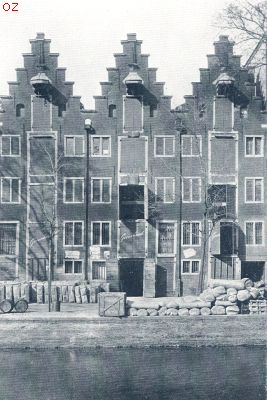
Los almacenes de Groenlandia en el Keizersgracht 40-44, construidos en 1621. Foto de 1924, dos años después de la renovación. Originalmente había cinco, de los cuales solo tres continúan en pie.

La administración de la Noordsche Compagnie estaba dividida en cinco cámaras. Estas eran relativamente independientes y ubicadas en Ámsterdam, Hoorn, Enkhuizen, Róterdam, y Delft. Cada ciudad tenía sus propias instalaciones en las islas polares. En 1616 la familia Zelandesa Lampsin tomo parte en la compañía. A partir de ese entonces, Vlissingen, Middelburg y Veere también tenían su cámara. En 1634 los privilegios de la empresa fueron renovados por ocho años más. en 1636 dos cámaras frisianas fueron creadas: Harlingen y Stavoren.

## Área de operaciones
El área de operaciones de la Compañía del Norte se extendía desde el estrecho de Davis hasta Novaya Zemlya, al norte de Rusia. La compañía no reclamó ningún territorio, ya que solo estaba interesada en su monopolio comercial.
Inicialmente la compañía utilizó a muchos vascos como arponeros y navegadores. Además de las ballenas, también cazaban morsas, focas y osos polares, de los cuales obtenían pieles. Las barbas de ballena eran utilizadas como marcos para pinturas, bastones y cabos de cuchillos.
Michiel de Ruyter, el más famoso de los almirantes neerlandeses, fue piloto de un barco de la Compañía del Norte entre 1633 y 1635.
La compañía cesó operaciones en 1642. Había comenzado a sufrir una intensa competencia por parte de otros intrusos neerlandeses y cazadores de ballenas daneses. La práctica fue acaparada por el sector privado cada vez más.
La participación de la población de las Islas Frisias occidentales en el negocio de la caza de ballenas queda en evidencia en las tumbas de los capitanes de barcos que fueron enterrados allí, ya que están hechas de quijadas de ballena.

## Enlaces externos

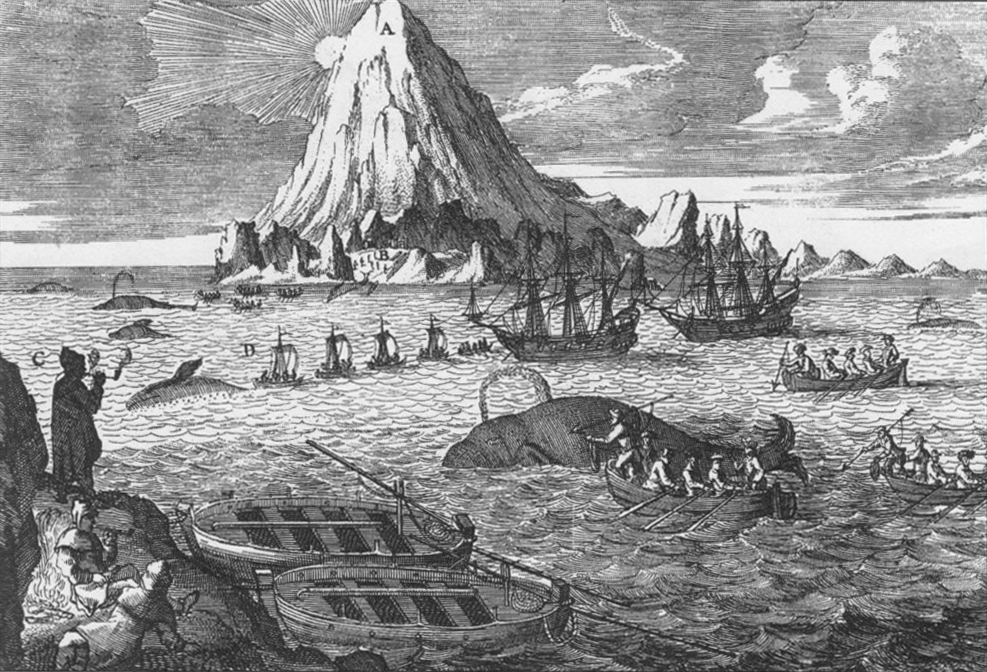
Caza de ballenas en el ártico, ilustración anónima del siglo XVIII